# Esma Adnar
Esma Adnar (* 11. Juni 1996 in Kestel) ist eine türkische Handballspielerin. Sie gehört der Nationalmannschaft der Türkei im Beachhandball an. Sie spielt auf der Torhüterin-Position.

## Hallenhandball
Adnar wurde seit 2008 bei Bursa Osmangazi Belediyespor ausgebildet. 2015 spielte sie kurzzeitig für 1910 Spor Kulübü, danach von 2015 bis 2018 für den Universitätsklub Eskişehir Anadolu Üniversitesi. 2018 wechselte sie zum Erstligisten Polatlı Belediyespor, 2019 innerhalb der höchsten Liga zu Yalıkavak Spor Kulübü in Yalıkavak, Bodrum. Mit Polatlı Belediyespor spielte sie im EHF Challenge Cup 2018/19 und scheiterte in der dritten Runde am israelischen Vertreter Maccabi Srugo Rishon Lezion, mit Yalıkavak erreichte sie im Nachfolgewettbewerb EHF European Cup 2020/21 nach einem Sieg in der dritten Runde über die nationalen Konkurrenten İzmir Büyükşehir Belediyesi GSK und über Muratpaşa Belediyesi SK im Viertelfinale über die spanischen Vertreter von Rocasa Gran Canaria das Halbfinale. Aufgrund der COVID-19-Pandemie kamen Hin- und Rückspiel nicht zustande, beide Begegnungen wurden für die Gegner von ŽRK Lokomotiva Zagreb gewertet, womit Adnar im Halbfinale kampflos ausschied. Mit Yalıkavak Spor Kulübü gewann sie im Jahr 2023 den türkischen Pokal.
Daneben durchlief Adnar mehrere U-Mannschaften des türkischen Handballbundes. Mit der U17 scheiterte sie an der Qualifikation für die Europameisterschaft 2013 in Polen, mit der U19 an der Qualifikation für die EM 2015 in Spanien 2017 gehörte, wurde zudem für das 30-köpfige vorläufige Aufgebot für die Qualifikationsspiele zur EM 2018 berufen, blieb aber ohne Einsatz.

## Beachhandball
Neben Hallen- spielt Adnar auch Beachhandball. Zunächst gehörte sie der Juniorinnen-Nationalmannschaft an. 2015 scheiterte sie mit der türkischen Mannschaft um einen Rang in der Vorrundengruppe hinter der deutschen Auswahl an der Qualifikation für das Halbfinale und wurde in der Endabrechnung Fünfte. spielte in allen sechs Spielen und erzielte einen Punkt, während ihre oftmalige Co-Torhüterin Merve Durdu in diesem Turnier im Feld spielte.

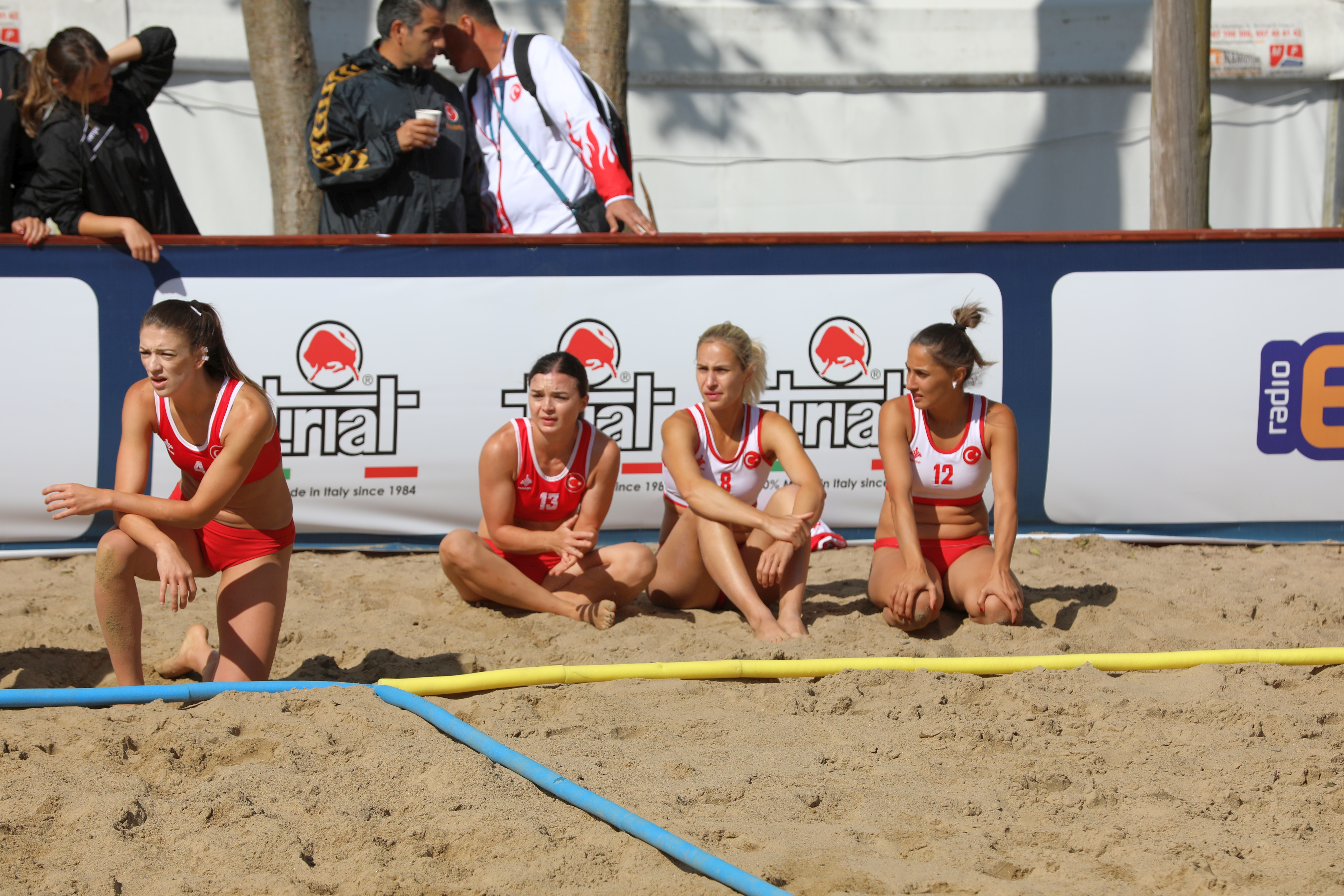
Adnar (rechts) wartet mit Buket Keskin Cengiz, Funda Baş und İrem Köseler (von rechts) im Vorrundenspiel gegen Norwegen bei der EM 2019 auf den Einsatz

Mit der A-Nationalmannschaft nahm Adnar erstmals 2019 in Stare Jabłonki an den Europameisterschaften teil. Nachdem die Türkei in ihrer Vorrunde nur gegen Rumänien gewonnen hatte, spielte die Mannschaft anschließend in der Trostrunde. Von dort ging die Mannschaft ungeschlagen in die Platzierungsspiele. Nach einem Sieg gegen Italien und einer Niederlage gegen Russland gewann die Türkei das abschließende Spiel um den elften Platz gegen die polnischen Gastgeberinnen. Adnar wurde in allen zehn Spiele eingesetzt und erzielte 16 Punkte, ein vergleichsweise hoher Wert für Torhüterinnen in einem Turnier, obwohl sie hinter Durdu meist nur die zweite Torhüterin mit weniger Spielanteilen hatte.

## Einzelbelege
1. ↑  HENTBOLCULARIMIZI TANIYORUZ; ESMA ADNAR - Polatlı haberleri. Archiviert vom Original (nicht mehr online verfügbar) am 11. Juni 2021; abgerufen am 11. Juni 2021.
2. ↑  Esma Adnar - BetsAPI. Abgerufen am 11. Juni 2021.
3. ↑  European Handball Federation - Polatli Belediyespor. Abgerufen am 11. Juni 2021 (englisch).
4. ↑  European Handball Federation - Yalikavaksports Club. Abgerufen am 11. Juni 2021 (englisch).
5. ↑  Hentbol Kadınlar Türkiye Kupası'nda Yalıkavakspor şampiyon oldu. Abgerufen am 13. Juni 2023.
6. ↑  European Handball Federation - 2013 Women's European Championship 17 / Qualification Round. Abgerufen am 11. Juni 2021 (englisch).
7. ↑  European Handball Federation - 2016 Women's World Championship U20 / Match Details. Abgerufen am 11. Juni 2021 (englisch).
8. ↑  Hentbolhaber Net : Türkiye`nin En Güncel Hentbol Haber Sitesi: EHF EURO 2018 için aday kadro açıklandı. In: HentbolHaber.Net. 9. September 2017, abgerufen am 11. Juni 2021.
9. ↑  European Handball Federation - 2018 Women's EHF EURO / Qualification 2. Abgerufen am 11. Juni 2021 (englisch).
10. ↑  European Handball Federation - 2015 Women's ECh Beach Handball 19 / Final Tournament. Abgerufen am 15. April 2021 (englisch).
11. ↑  European Handball Federation - 2019 Women's ECh Beach Handball / Final Tournament. Abgerufen am 8. Februar 2021 (englisch).

| Personendaten    | Personendaten                                  |
| ---------------- | ---------------------------------------------- |
| NAME             | Adnar, Esma                                    |
| KURZBESCHREIBUNG | türkische Handball- und Beachhandballspielerin |
| GEBURTSDATUM     | 11. Juni 1996                                  |
| GEBURTSORT       | Kestel, Türkei                                 |